# Takida
Takida (ofta skrivet tAKiDA) är en svensk pop/rockgrupp från Ånge.

## Historik och diskografi
Bandet bildades 1999 av Robert Pettersson och Fredrik Holm (från bandet Sinatra) samt gitarristen Tomas Wallin (från bandet Blowball) först under namnet Tender. De bytte sedan namn till Takida, vilket kommer från Silver Fang-karaktären Gohē Takeda, vars efternamn uttalades fel i den svenska dubbningen. 2006 släpptes debutalbumet …Make You Breathe på skivbolaget Ninetone Records. Singeln Losing släpptes samma år den 30 januari.

## Make You Breathe
Make You Breathe är Takidas första officiella studioalbum. Albumet släpptes år 2006 via Universal Music AB. Singlar som "Reason To Cry" samt "Losing" släpptes.
Tracklist:

1. Losing
2. Jaded
3. Die Alone
4. D.H.C
5. Alive
6. Broken
7. Reason To Cry
8. Burning Inside
9. Evil Eye
10. What Doesn't Kill You
11. Sanctuary (Here We Are)

## Bury The Lies
Den 16 april 2007 släpptes singeln Halo från det andra albumet Bury The Lies. Själva albumet släpptes 16 maj 2007. Denna skiva innehåller nio nya spår plus två äldre låtar som gjorts i ny tappning. Skivan sålde platina.
Singeln Curly Sue nådde förstaplatsen på Sveriges Radio P3s Trackslistan i januari 2008 och låg sedan etta i tio veckor. Singeln håller sedan den 3 maj 2008 maratonrekordet på Trackslistan genom att ha lyckats ligga kvar i 50 veckor i följd. På Svensktoppen låg låten i 54 veckor, och hamnade på fjärde plats på årsbästalistan. Takida blev etta i både kategorin artister och Sveriges artister på Trackslistans årslista för 2008.
Tracklist:

1. The Dread
2. Hole in the ground
3. Feeble pride
4. Tear it up again
5. Halo
6. Ashamed
7. Curly Sue
8. Bad seed
9. Poisoned
10. Snypah
11. Handlake village (Radio version)
12. Losing
13. Reason to cry (2009 remix)
14. Jaded

## The Darker Instinct (Platinum Edition)[4]
Den 18 augusti 2009 meddelade Takida att de skrivit kontrakt med skivbolaget Roadrunner Records som bland annat har Nickelback och Slipknot bland sina band. Den 2 september 2009 släpptes det tredje studioalbumet "The Darker Instinct". Skivan sålde guld på fyra dagar och släpptes även som en platinum edition.
Tracklist:

1. Get Me Started
2. As You Die
3. End Is Near
4. Never Alone Always Alone
5. The Things We Owe
6. Deadlock
7. Walk On By
8. Caroline
9. Hours
10. Between The Lines
11. Tonight
12. Trigger
13. Too Late
14. Never Alone Always Alone (Boxroom Version)
15. Between The Lines (Orchestral Version)

## The Burning Heart
Nästa studioalbum - The Burning Heart -, spelades in under hösten 2010 och våren 2011. Den 12 augusti 2011 gick albumet The Burning Heart direkt in och högst upp i topp på den svenska albumlistan. Efter 2 veckor hade The Burning Heart sålt guld.
Takida bekräftade i maj 2012 att de skriver nya låtar till uppföljaren till The Burning Heart.
Tracklist:

1. Haven Stay
2. Willow And Dead
3. In The Water
4. Was It I?
5. Fire Away
6. The Artist
7. Ending Is Love
8. The Fear
9. The Burning Heart
10. Silence Calls (You And I)
11. It's My Life
12. You Learn

## All Turns Red
17 december 2013 bekräftas att nya albumet "All Turns Red" släpps 12 mars 2014 och att en turné ska starta i Örebro 28 mars 2014. Singlar såsom "One Lie" samt "To Have And To Hold" släpptes som ett smakprov från albumet.
Tracklist:

1. I Am The World
2. Brimstone
3. One Lie
4. Purgatory (Live And Let Die)
5. As We're Falling Down
6. It Saved Me
7. I'm Coming Home
8. To Have And To Hold
9. Daylight
10. Fail

## A Perfect World
Den 23 februari 2016 bekräftade bandet via sociala medier att albumet "A Perfect World" skulle släppas i april. Singlar som '"Better" och "Don't Wait Up" ger ett smakprov på albumets sound.
"A Perfect World" släpptes den 22 april 2016 och därmed startade Takidas internationella satsning. Inför släppet av detta album hade bandet signat upp med The End Records, samt samarbetat med den amerikanska artisten och låtskrivaren Ryan Star. Den 18 augusti släpptes även albumet världen över tillsammans med bonuslåten "Run to the Water".
Tracklist:

1. Don't Wait Up
2. Flowerchild (The Beauty Of Stray)
3. I'll Find My Way Home
4. Skid Row
5. Better
6. Don't Forget About Me
7. All Your Life (Haven Stay Part 2)
8. My Dove
9. Wild Eyes
10. High

På den internationella versionen av A Perfect World ingår även två bonusspår: "Run To The Water" samt "Better This Time" (version av Better).

## Sju
1 juni 2018 släpptes singeln "Master" efter över två års tystnad från bandet. Låten blev en radiohit och även en av bandets mest framgångsrika låtar dittills.
Den 22 februari 2019 släppte bandet en cover på låten "Untouchable, Pt. 2" (originalet av Anathema) tillsammans med Dea Norberg.
11 april släpptes singeln "What About Me?" och den blev även tillsammans med Master en stor framgång för bandet. Takida avslöjade sedan den 19 april att deras sjunde studioalbum Sju skulle släppas den 7 juni 2019. Bandet släppte även sista singeln "How Far I'll Go" (skriven tillsammans med Archie McCallum) innan det nya albumet gavs ut.
Studioalbumet "Sju" släpptes den 7 juni 2019.
Tracklist:

1. What About Me?
2. How Far I'll Go
3. Eva
4. Master
5. The Meaning
6. Edge
7. Untouchable, Pt. 2 (feat. Dea Norberg)
8. Final Day
9. Fading into Life
10. In the Wake

## Falling From Fame
Den 25 november 2020 delade Takida ett kort videoklipp via Instagram och Facebook. Videon visar när producenten Chris Rehn sitter i Takidas studio och mixar bandets åttonde studioalbum. Segment såsom gitarrer, trummor, bas och sång spelas upp. På sången hör man bland annat raden "Inspired of everything" vilket kan vara namnet på en möjlig första singel. Bandet skrev efter ett uppehåll från sina sociala medier att deras kommande album snart skulle vara redo att ges ut samtidigt som de tackade för allt stöd.
Den 28 februari 2021 delade Takida en video-hälsing via sina sociala medier att deras åttonde album "Falling From Fame" skulle släppas inom snar framtid. Det framgick även att första singeln "Goodbye" skulle släppas under april.
Den 9 april 2021 stod det klart att albumet skulle släppas fredagen den 27 augusti 2021.
Fredagen den 4 juni 2021 släppte Takida "In Spite Of Everything" som nästa singel för albumet.
Tracklist:

1. Goodbye
2. We Will Never Be
3. Met Me Half of the Way
4. You Will Never Leave Us Behind
5. Feel You Falling Away
6. In Spite Of Everything
7. Morning Sun
8. Let the Hammer Ring the Bell
9. For the Last Time
10. Reclaiming What Was Mine
11. What You Never Knew

## Medlemmar
Nuvarande medlemmar
- Robert Pettersson (1999–) – sång

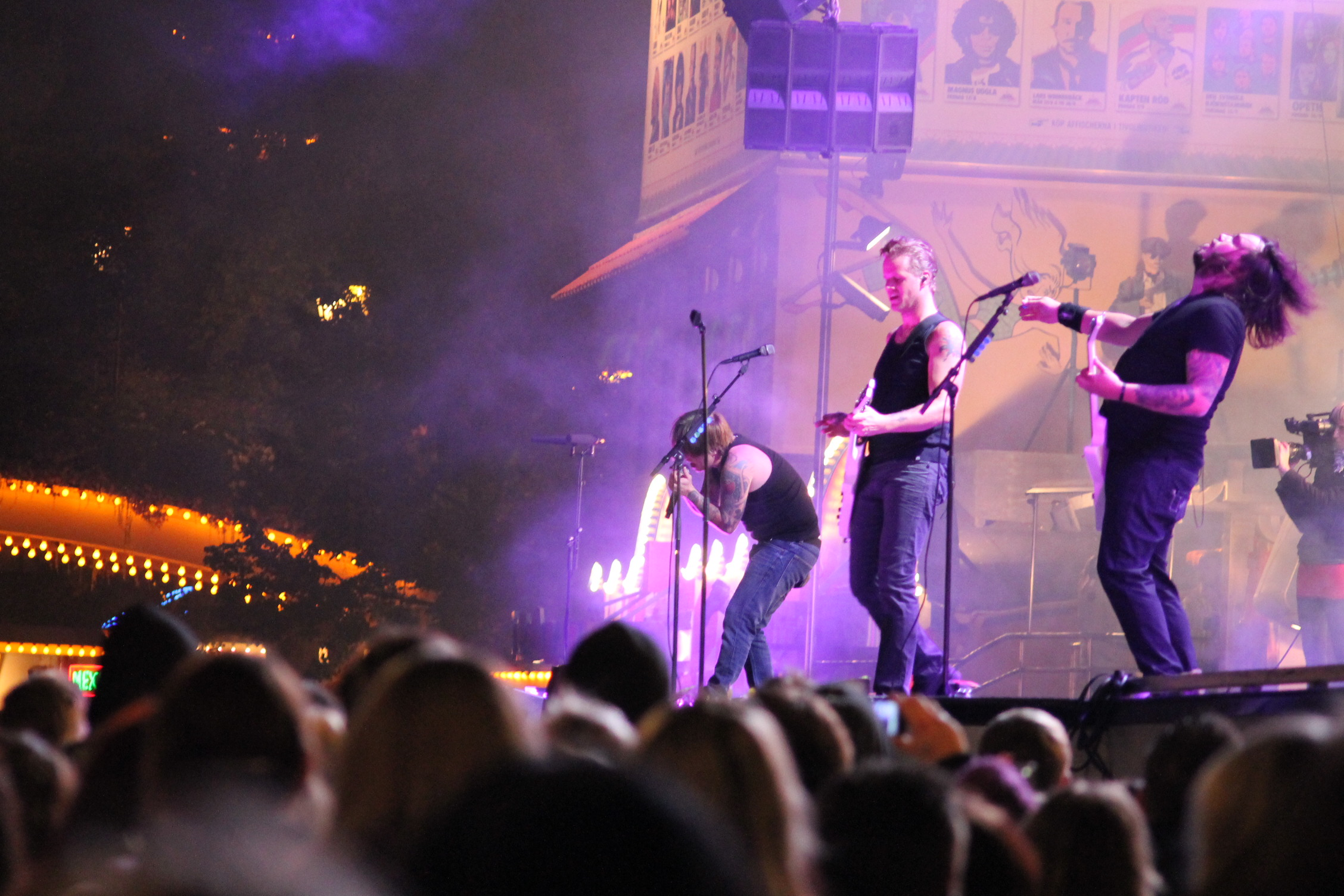
Takida under en konsert.

- Kristoffer Söderström (2002–) – trummor
- Mattias Larsson (2002–) – gitarr
- Tomas Wallin (1999–) – gitarr
- Chris Rehn (1999–) – synthesizer, cello
- Johan Dereborn (sedan 2015) - Live-basist

Tidigare medlemmar
- Fredrik Pålsson – basgitarr (2003–2015)
- Roger Olsson – gitarr (2000–2002)
- Niklas Källström – trummor (2000–2004)
- Fredrik Holm – trummor (1999–2002)

## Diskografi

### Demo
- Old – 2000
- t2 – 2000
- tAKiDA – 2001
- Gohei – 2003
- Thorns – 2004

### Album
- Make You Breathe – 2006 (29/5-2006)
- Bury the Lies – 2007 (16/5-2007)
- The Darker Instinct – 2009 (02/09-2009)
- The Burning Heart – 2011 (27/7-2011)
- All Turns Red – 2014 (12/3-2014)
- A Perfect World – 2016 (22/4-2016)
- Sju – 2019 / (7/6-2019)
- Falling From Fame – 2021 (7/8-2021)
- The Agony Flame – 2024

### Singlar
- "Losing" / "Losing" / "Takida Live" – 2006
- "Jaded" – 2006
- "Reason to Cry" – 2006
- "Halo" – 2007
- "Curly Sue" / "Summer's Gone" / "Losing (remix)" – 2007
- "Handlake Village" – 2008
- "As You Die" – 2009
- "The Things We Owe" – 2009
- "Never Alone Always Alone" – 2010
- "Deadlock" / "Evil Eye" – 2010
- "Was It I?" – 2011
- "Haven Stay" – 2011
- "You Learn" – 2011
- "Fire Away" – 2012
- "Swallow (Until You're Gone)" – 2012
- "One Lie" – 2014
- "To Have and to Hold" – 2014
- "Better" – 2016 (8/3-2016)
- "Don't Wait Up" – 2016
- "Master" – 2018 (1/6-2018)
- "Untouchable, Pt. 2" – 2019 (22/2-2019)
- "What About Me?" – 2019 (12/4-2019)
- "How Far I'll Go" – 2019 (26/4-2019)
- "Goodbye" – 2021 (2/4-2021)
- "In Spite Of Everything" (4/6-2021)

### Samlingsalbum
- Dark Lies Make The Heart Burn – 2012
- A Lesson Learned - The Best Of – 2012
- Demo Days – 2020 (17/4-2020)

### DVD
- Takida Live!!! – 2010
- Takida Love Stockholm Live – 2010